# Fort Rupert Indian Reserve 1
Fort Rupert Indian Reserve 1 är ett reservat i Kanada.   Det ligger i Regional District of Mount Waddington och provinsen British Columbia, i den sydvästra delen av landet, 3 800 km väster om huvudstaden Ottawa.
I omgivningarna runt Fort Rupert Indian Reserve 1 växer i huvudsak blandskog. Runt Fort Rupert Indian Reserve 1 är det mycket glesbefolkat, med 5 invånare per kvadratkilometer.